# Carlotta Dale
Carlotta Dale (Ardmore, 16 februari 1915 – Cheltenham Township, 1 december 1988) was een Amerikaanse zangeres uit het bigband-tijdperk. Ze zong in de bands van Jess Stacy, Jan Savitt en Will Bradley.

## Biografie
In de periode 1937-1939 werkte Dale bij het orkest van de violist Savitt. In april 1937 raakte Dale na een optreden in de buurt van Philadelphia betrokken bij een auto-ongeluk, waarbij Savitt aan het stuur zou hebben gezeten. Ze herstelde en bleef bij Savitt werken. 
In de periode 1939-1941 zong ze bij het orkest van Bradley (samen geleid met drummer RayMcKinley). Met dit orkest trad ze ook op voor de radio, onder meer vanuit Hotel Astor in New York. Na haar werk bij Bradley trok ze zich terug uit de muziekbusiness.  

## Discografie
met Jan Savitt
- Jan Savitt and His Top Hatters Orchestra 1938-1939 Broadcasts, Jazz Band, 2003
- Futuristic Shuffle, Aero Space, 2007
- Shuffle in Style, Jasmine, 1999

met Will Bradley
- Eight to the Bar, Collectables 2005
- hallelujah, Hep Records, 1999
- It's Square But it Rocks, Hep Records, 2001
- Will Bradley - Live in 1940-1941, Jazz Band, 2002

- Library of Congress Control Number: n91098854
- MusicBrainz: 1874847c-33fc-44e9-9ac5-cee62effdfd5
- Virtual International Authority File: 74042212
- WorldCat: E39PBJrm866fkkdfxCptbFjpyd